# Holtanna
Holtanna är en bergstopp i Antarktis. Den ligger i Östantarktis. Norge gör anspråk på området. Toppen på Holtanna är 2 650 meter över havet, eller 713 meter över den omgivande terrängen. Bredden vid basen är 3,3 km.
Terrängen runt Holtanna är kuperad västerut, men österut är den platt. Trakten är obefolkad. Det finns inga samhällen i närheten. 